# Лі Те (династія Чен)
Лі Те (*李特, д/н —303) — засновник династії Чен. Його посмертне ім'я — Цзін-ді.

## Життєпис
Походив з роду вождів племені цзун, одного з племінної тибетської групи ді. Син Лі Му, вождя. Народився в області Данцюй (сучасний Цюйсянь провінції Сичуань), отримавши ім'я Лі Те. Ймовірно десь у 280-х роках разом з братом Лі Лю очолив цзунів.
У 290-х роках році внаслідок тривалої й виснажливої громадянської війни за владу в державі Цзінь (відома як Війни восьми принців). Вкрай складне становище викликало голод серед цзунів, що змусило Лі Те 298 року звернутися до імператорського уряду повернутися до своїх колишніх кочівель в Гуаньчжуні. Отримав згоду, але для контролю за діями цзунів було призначено спеціального інспектора. Завдяки підкупу останнього цзуни на чолі з Лі Те діяли вільно, чому сприяв політичний хаос.
У 300 році Лі Те разом з братами підтримав повстання Сима Луня, князя Чжао, проти імператриці Цзя Наньфен. Після її повалення Сима Лунь фактично перебрав владу, а 301 року оголосив себе імператором. Невдовзі останній став підозрювати Лі Сяна, талановитого військовика і брата Лі Те, у змові. Тому невдовзі того було страчено. Щоб загасити невдоволення Сима Лунь призначив Лі Те і його брата Лі Лю очільниками загонів імператорської гвардії. Втім Лі Те на чолі 7 тис. кінноти приєднався до повстання проти узурпатора. Надав важливу допомогу Сима Юну і Сима Іну, які зрештою повалили Сима Луня.
Згодом імператорський двір намагався повернути цзунів до Сичуаня, проте Лі Те підкупив чиновника Лю Шана, що дозволило отримати час для зміцнення свого становища. Лі Те використав ситуацію для грабунку земель Сима Луня. Потім перебрався до колишніх земель цзунів в Ба (провінція Ганьсу) Невдовзі отримав багаті подарунки від імператора Хуей-ді, проте вже через кілька місяців проти Лі Те було відправлено 30-тисячне військо, яке цзуни перемогли. Слідом за цим став здійснювати напади на китайські міста. Наприкінці 301 року спробував захопити Ченду.
Війна продовжилась 302 року, коли проти Лі Те було відправлено нові війська, але вождю цзунів вдалося їх перемогти. Водночас сприяв захисту місцевого населення від здирництва. Чиновники та містяни переходили на бік Лі Те, оскільки втомилися від політичного хаосу та корупції сановників. До кінця року цзуни ще двічі відбивали напади китайських військ.
У 303 році зумів захопити місто Ченду, яке оголосив столицею своєї держави. Водночас оголосив про утворення династії Чен. Втім того ж року внаслідок зради зазнав поразки неподалік від Ченду й загинув. Владу перейняв його брат Лі Лю.